# Myrmeleon dorsomaculatus
Myrmeleon dorsomaculatus là một loài côn trùng trong họ Myrmeleontidae thuộc bộ Neuroptera. Loài này được Fraser miêu tả năm 1952.